# Уил Трент
„Уил Трент“ (на английски: Will Trent) е американски полицейски драматичен сериал, базиран на поредицата книги „Уил Трент“, написани от Карин Слоутър. Премиерата на сериала е на 3 януари 2023 г. по Ей Би Си. През април 2023 г. сериалът е подновен за втори сезон.

## В България
В България сериалът започва излъчване по Стар Крайм на 5 октомври 2023 г. с разписание всеки делник от 22:00 ч. Дублажът е на „Андарта Студио“ и екипът се състои от:
| Преводач            | Николай Терзиев                                                           |
| Редактор            | Милена Павлова                                                            |
| Тонрежисьор         | Галина Наумова                                                            |
| Режисьор на дублажа | Кирил Бояджиев                                                            |
| Озвучаващи артисти  | Лина Шишкова Василка Сугарева Сотир Мелев Виктор Иванов Константин Лунгов |